# Metacycla
Metacycla là một chi bọ cánh cứng trong họ Chrysomelidae.
Chi này được miêu tả khoa học năm 1861 bởi Baly.

## Các loài
Các loài trong chi này gồm:
- Metacycla caeruleipennis Jacoby, 1888
- Metacycla insolita (LeConte, 1861)
- Metacycla marginata Chapuis, 1875
- Metacycla rugipennis Jacoby, 1892
- Metacycla sallei Baly, 1861